# Liste nigerianischer Musiker
Die Liste nigerianischer Musiker enthält alphabetisch geordnet Musiker nigerianischer Staatsbürgerschaft oder Herkunft.

## A
- King Sunny Adé (eigentlich Sunday Adeniyi; * 1946)
- Sade Adu (* 1959 als Helen Folasade Adu), nigerianisch-britische Sängerin
- Tope Alabi (* 27. Oktober 1970 in Ogun, Nigeria), Gospel-Sänger
- Yemi Alade (* 1989), AfroPop-Sängerin, Songwriterin, Schauspielerin und Aktivistin
- Tony Oladipo Allen (1940–2020), Schlagzeuger, Komponist und Songschreiber
- Aṣa (eigentlich Bukola Elemide;[1] * 1982),[2] französisch-nigerianische[3] Sängerin und Songschreiberin
- Ayọ (* 1980);[4] bürgerlicher Name Joy Olasunmibo Ogunmakin, Sängerin
- Adewale Ayuba (* 6. Mai 1966 in lkenne Remo, Ogun State)
- Alhaji Alamu Atatalo, Pionier des Sekere, traditioneller Yoruba-Musik in den 50er / 60er Jahren
- Eedris Abdulkareem, geboren als Eedris Turayo Abdulkareem Ajenifuja, Hip-Hopper

## B
- Ayinde Bakare
- Adé Bantu (* 13. Juli 1971 in Wembley, London, bürgerlich Adegoke Odukoya), deutsch- nigerianischer Musiker und Musikproduzent
- Oriental Brothers
- Burna Boy (* 1991 in Port Harcourt; bürgerlich Damini Ogulu), Afrobeat-Musiker
- Plantashun Boyz

## C
- Ambrose Campbell (* 19. August 1919 in Lagos als Oladipupo Adekoya Campbell; † 22. Juni 2006 in Plymouth), britisch-nigerianischer  Musiker (Gitarre, Perkussion, Gesang, Bandleader)
- Chidinma (* 1991), Hip-Hop- und Gospel-Sängerin
- Oliver De Coque

## D
- I.K. Dairo
- D'banj (* 1980; eigentlich Dapo Daniel Oyebanjo), Sänger, Songwriter und Mundharmonika-Spieler
- Dr. Alban (* 1957; eigentlich Alban Uzoma Nwapa), Pop-Musiker, Rapper und Produzent

## E
- Alhaji Dauda Epo-Akara
- Akin Euba (* 28. April 1935 in Lagos; † 14. April 2020), Komponist

## F
- Majek Fashek
- Faze

## I
- Haruna Ishola

## J
- JJC, Künstlername des Rappers und Produzenten Abdul Rasheed Bello (* 4. April 1977 in Kano, Nigeria)
- Keziah Jones (* 10. Januar 1968 in Lagos, als Olufemi Sanyaolu), Sänger und Gitarrist

## K
- Tunde King
- Ayinla Kollington
- Fela Anikulapo Kuti (* 15. Oktober 1938 in Abeokuta; † 2. August 1997 in Lagos), Saxophonist und Bandleader, Begründer des Afrobeat
- Femi Kuti (* 1962 in London, Sohn von Fela Kuti)
- Seun Kuti (* 1983 in Lagos, Sohn von Fela Kuti)

## L
- Lagbaja
- Rex Lawson
- Lijadu Sisters

## M
- Prince Nico Mbarga (* Januar 1950, Abakaliki, Nigeria; † 24. Juni 1997), Highlife-Musiker

## N
- Nneka (* 24. Dezember 1980 in Warri, Nigeria[5]; vollständiger Name Nneka Egbuna), in Hamburg lebende Hip-Hop/Soul-Sängerin und Songwriterin

## O
- Alhaji Abass Akande Obesere
- Ebenezer Obey (* 1942 in Lagos)
- Iyeoka Okoawo
- Sonny Okosuns
- Babatunde Olatunji (* 7. April 1927 in Ajido, Nigeria; † 6. April 2003 in Salinas, Kalifornien), Perkussionist
- Yusuf Olatunji
- Onyeka Onwenu
- Zeal Onyia (* 1934; † 29. April 2000), Trompeter und Bandleader (Jazz und Highlife)
- William Onyeabor
- Osita Osadebe

## P
- Shina Peters
- P-Square, R&B- und Afro-Hip-Hop-Duo, bestehend aus dem in Lagos geborenen Zwillingspaar Peter und Paul Okoye

## R
- Rema (* 2000 als Divine Ikubor in Benin City), Sänger und Rapper
- Rugged man

## S
- Tiwa Savage (* 1980)
- Seal (* 19. Februar 1963 in London, als Seal Henry Olusegun Olumide Adeola Samuel), britischer Sänger nigerianischer und brasilianischer Abstammung
- Simi (* 1988), Sängerin, Songwriterin und Toningenieurin
- Fela Sowande
- Ayra Starr (* 2002 in Cotonou, Benin), AfroPop- und R&B-Sängerin

## T
- Tinie Tempah (* 7. November 1988 in London; eigentlicher Name Patrick Chukwuemeka Okogwu), britischer Grime-Rapper und MC aus Südost-London nigerianischer Herkunft
- Tony Tetuila, macht Afrikanischen Hip-Hop

## U
- Sir Victor Uwaifo
- Charles Uzor (* 27. April 1961 in Udo Mbaise, Südost-Nigeria), Komponist

## W
- Eddy Wata
- Wizkid (bürgerlich: Ayodeji Ibrahim Balogun, * 16. Juli 1990 in Surulere, Lagos)

## 2
- 2Face Idibia (* 18. September 1976 in Jos; bürgerlicher Name: Innocent Ujah Idibia), Hip-Hop-Musiker und Liederschreiber

## 9
- 9ice, Künstlername von Abolore Adegbola Akande (* 17. Januar 1980)